# Thury, Côte-d'Or
 Thury  là một xã thuộc tỉnh Côte-d’Or trong vùng Bourgogne miền đông nước Pháp.